# Звенигородський район
Звенигородський район (Звенигородщина) — район Черкаської області в Україні, утворений 2020 року. Адміністративний центр — місто Звенигородка. Площа — 5278,5 км² (25,2% від площі області), населення — 200,7 тис. осіб (2020). Займає друге місце серед районів області за площею, та третє — за кількістю населення.

## Історія
Район створено відповідно до постанови Верховної Ради України № 807-IX від 17 липня 2020 року. До його складу увійшли: Ватутінська, Звенигородська, Тальнівська, Шполянська міські, Вільшанська, Єрківська, Катеринопільська, Лисянська, Стеблівська селищні, Бужанська, Виноградська, Водяницька, Лип'янська, Матусівська, Мокрокалигірська, Селищенська, Шевченківська сільські територіальні громади.
Раніше територія району входила до складу Звенигородського (1923—2020), Тальнівського, Городищенського, Лисянського, Корсунь-Шевченківського, Катеринопільського, Шполянського районів, ліквідованих тією ж постановою.